# Кенозеро
Ке́нозеро — крупное озеро в Архангельской области (бассейн реки Онега). Относится к Двинско-Печорскому бассейновому округу. Площадь 68,5 км², с островами — 99,4 км².

## Острова
Имеется более 70 островов. Самый крупный — остров Медвежий (250 га). 7 островов имеют размер более 1 км.

## Реки и озёра
В озеро впадают:
- река Порженка
- река Порма
- ручей Черничов (Чернецов, Черноручей)

Из Кенозера вытекает река Кена.
Соединяется с озёрами Долгое (Долгозеро), Лобд-озеро, Мудр-озеро.

## История
Ранее по озеру проходила граница между Пудожским и Каргопольским уездами.

## Интересные факты
В районе Выгозера фольклорист А. Ф. Гильфердинг записал часть русских былин, которые составили книгу «Онежские былины (Русский Север)». Он писал об этих местах: 
«Там былевая поэзия живёт не только в старшем, но и младшем поколении; поют мужчины и женщины. В Кенозере крестьяне и крестьянки, поющие былины, насчитывались десятками»